# Ciudad Bolívar
Ciudad Bolívar é uma cidade venezuelana, capital do estado de Bolívar e do município de Heres. anteriormente conhecida como Angostura e St. Thomas de Guyana. Encontra-se no local onde o rio Orinoco se estreita para cerca de 1 milha (1,6 km) de largura, é o local da primeira ponte sobre o rio, e é um importante porto fluvial para as regiões orientais da Venezuela.
Angostura histórica deu seu nome ao Congresso de Angostura, à árvore Angostura, à Casa de Angostura, e aos amargos de Angostura. A moderna Ciudad Bolívar tem um centro histórico bem preservado; uma catedral e outros edifícios coloniais originais rodeiam a Plaza Bolívar.

## História
Originalmente um assentamento espanhol, era chamado de São Tomás da Guiana. O assentamento era um porto fortificado que teve que ser movido em três ocasiões porque era constantemente atacado por nativos caribe e rivais europeus, como holandeses e ingleses.
Em 1576, São Tomás da Guiana foi localizado pela primeira vez na atual Ciudad Guayana por missionários perto do rio Caroní até que as forças holandesas lideradas pelo capitão Adrian Janson destruíram a cidade em 1579.  O segundo assentamento foi fundado por Don Antonio de Berrío em 1595, que havia chegado da Nova Granada com a missão de colonizar a Guiana, e foi movido para o oeste descendo o Carońi cerca de 66 quilômetros (41 milhas).  Uma das expedições de Walter Raleigh saqueou o segundo assentamento em 1617, resultando na morte de seu filho Watt Raleigh.
Fernando de Berrio esteve presente em 11 de março de 1619 no destruído São Tomás da Guiana com as credenciais concedidas pela Audiência Real de Santa Fé, apenas alguns meses após a decapitação de Raleigh em 1618.
A primeira tarefa foi a reconstrução de São Tomás da Guiana nos lados de Chirica, um lugar mais defensável e adequado para o cultivo de tabaco. Berrio encarregou o capitão Jerónimo de Grados e Alonso de Monteros de recrutar indígenas no rio Esequibo, mas eles foram capturados por piratas britânicos para cuja liberdade pretendiam recolher um resgate traduzido em alguns quintais de tabaco em ramos. Finalmente, São Tomás da Guiana foi refundado por Fernando de Berrio em 1620.
Em 1629, piratas ingleses e holandeses, sob o comando de Adrian Jansz Pater, atacaram e destruíram São Tomás da Guiana e depois se fortificaram nos ramos e riachos do rio Orinoco.
Em 1637, os holandeses, estabelecidos nas bocas do Amakura, Essequibo e Berbice, atacaram e queimaram novamente São Tomás da Guiana e invadiram Trinidad.
A quarta e atual cidade foi oficialmente fundada em 1764 por Don Joaquin Moreno de Mendoza como San Tomas de la Nueva Guayana, Santo Tomé de Guayana de Angostura del Orinoco, ou San Tomé de Angostura, nomeado em homenagem à sua diocese e por sua posição nos primeiros estreitos do rio Orinoco. Os espanhóis dependiam do comércio da colônia holandesa de Essequibo, mais abaixo do rio Caroní, até 1771.
Angostura foi a capital da província de Guayana e o local do Congresso de Angostura de 1819 a 1821. Foi responsável pela criação da Gran Colombia em seu primeiro ano de operação.  Os bitters de Angostura foram inventados na cidade em 1824, embora a empresa que os produziu mais tarde se mudou para Trinidad e Tobago.
A cidade foi renomeada em homenagem a Simón Bolívar em 1846.
O artista venezuelano Jesús Rafael Soto era natural da cidade. O Museu de Arte Moderna Jesús Soto, nomeado em sua homenagem e projetado pelo arquiteto venezuelano Carlos Raúl Villanueva, foi inaugurado em 1973.

## Pessoas notáveis
- Darwinzon Hernandez (1996), arremessador da Major League Baseball pelo Boston Redsox.
- Luz Machado (1916-1999), poeta. Premiado com o Prêmio Nacional de Literatura em 1987.
- Antonio Lauro (1917-1986), violonista e compositor. considerado um dos principais compositores sul-americanos para violão no século 20.
- Pompeyo Márquez (1922), político e ex-guerrilheiro marxista na década de 1960. Foi um dos fundadores do partido Movimiento al Socialismo em 1971.
- Jesús Soto (1923-2005), artista cinético, escultor e pintor.
- Luis García Morales (1929-2015), poeta e promotor cultural.
- Milka Chulina (1974), Miss Venezuela 1993 e 2ª vice-campeã no Miss Universo 1993.
- Victor Martinez (1978), primeiro Baseman/Catcher/Designated Hitter para o Detroit Tigers da Major League Baseball.
- Iván Pérez Rossi (1943), cantor e compositor. Fundador do grupo folclórico Serenata Guayanesa.
- Gustavo Rodríguez (1947-2014), ator de cinema, teatro e televisão.
- Rubén Limardo (1985), esgrimista. Medalhista de ouro olímpico em Londres 2012.
- Carlos Mendoza, jogador e treinador da Major League Baseball
- Rafael Antonio (1934-1968), biólogo marinho, diretor do Instituto Oceanográfico da Venezuela (1967-1968).